# Jan Ekke de Vries
Jan Ekke de Vries (30 januari 1973) is een Nederlandse dammer die op het Hogeland is opgegroeid en tegenwoordig in Drenthe woont. Hij nam deel aan het Nederlands kampioenschap voor junioren in 1991 (waarin hij gedeeld 4e werd met 12 uit 11) en 1992 (waarin hij gedeeld 7e werd met 10 uit 11). Hij werd in 1994 kampioen van de provincie Groningen voor Martin Dolfing en Jan Mente Drent en in 1998 en 2002 kampioen van Drenthe. Hij speelt vanaf het seizoen 1995/96 voor het Drents tiental dat in 2001 met damclub Hijken fuseerde tot Hijken DTC. 

## Nederlands kampioenschap
Het hoogtepunt van zijn carrière was deelname aan het Nederlands kampioenschap 2003 in Amsterdam. Daarin boekte hij in de 3e ronde een combinatieve overwinning op Bas Messemaker waarmee hij gedeeld koploper werd. Hij eindigde uiteindelijk met 2 overwinningen, 7 remises en 4 nederlagen op de 11e plaats.